# Rallye Sanremo 1973
Le Rallye Sanremo 1973 (15. Rallye San Remo), disputé du 10 au 13 octobre 1973, est la dixième manche du championnat du monde des rallyes 1973 (WRC), inauguré cette même année.

## Contexte avant la course

### Le championnat du monde
1973 est la première année du Championnat Mondial des Rallyes pour Marques, qui a succédé au 'Championnat d'Europe des Rallyes pour Marques', disputé de 1968 à 1972. Constitué de treize épreuves internationales, il est réservé aux voitures des catégories suivantes :
- Groupe 1 : voitures de tourisme de série
- Groupe 2 : voitures de tourisme spéciales
- Groupe 3 : voitures de grand tourisme de série
- Groupe 4 : voitures de grand tourisme spéciales

Cette première édition du championnat se dispute entre les constructeurs Alpine-Renault et Fiat, qui ont prévu de participer à la majorité des épreuves. Avec quatre victoires (Monte-Carlo, Portugal, Maroc et Acropole), voire cinq à ce stade de la saison avec la disqualification de BMW en Autriche (décision qui sera ultérieurement annulée, la victoire étant rendue à BMW), Alpine domine la compétition, son adversaire n'ayant remporté qu'une manche en Pologne.

### L'épreuve
Le rallye Sanremo, disputé sur la Riviera italienne, s'est tout d'abord appelé Rally dei Fiori (Rallye des Fleurs). Les premières éditions eurent lieu en 1928 et 1929, mais une longue interruption eut lieu avant que l'épreuve ne renaisse en 1961 grâce à l'initiative de Ghino Longo et du Professeur Specogna, alors présidents de clubs automobiles locaux. En 1968, l'épreuve fut renommée Rallye Sanremo. Elle se courait alors en mars, et se caractérisait par un parcours difficile, l'état des routes étant déplorable à la sortie de l'hiver. Depuis 1972, l'épreuve se dispute en octobre. Les choix de pneus s'avèrent délicats pour ce rallye, les tronçons sélectifs alternant parfois piste et route goudronnée. Les coupés Lancia Fulvia s'y sont imposés en 1972, réalisant le doublé, Amilcare Ballestrieri l'ayant emporté devant Sergio Barbasio.

## Le parcours
- départ : 10 octobre 1973 de San Remo
- arrivée : 13 octobre 1973 à San Remo

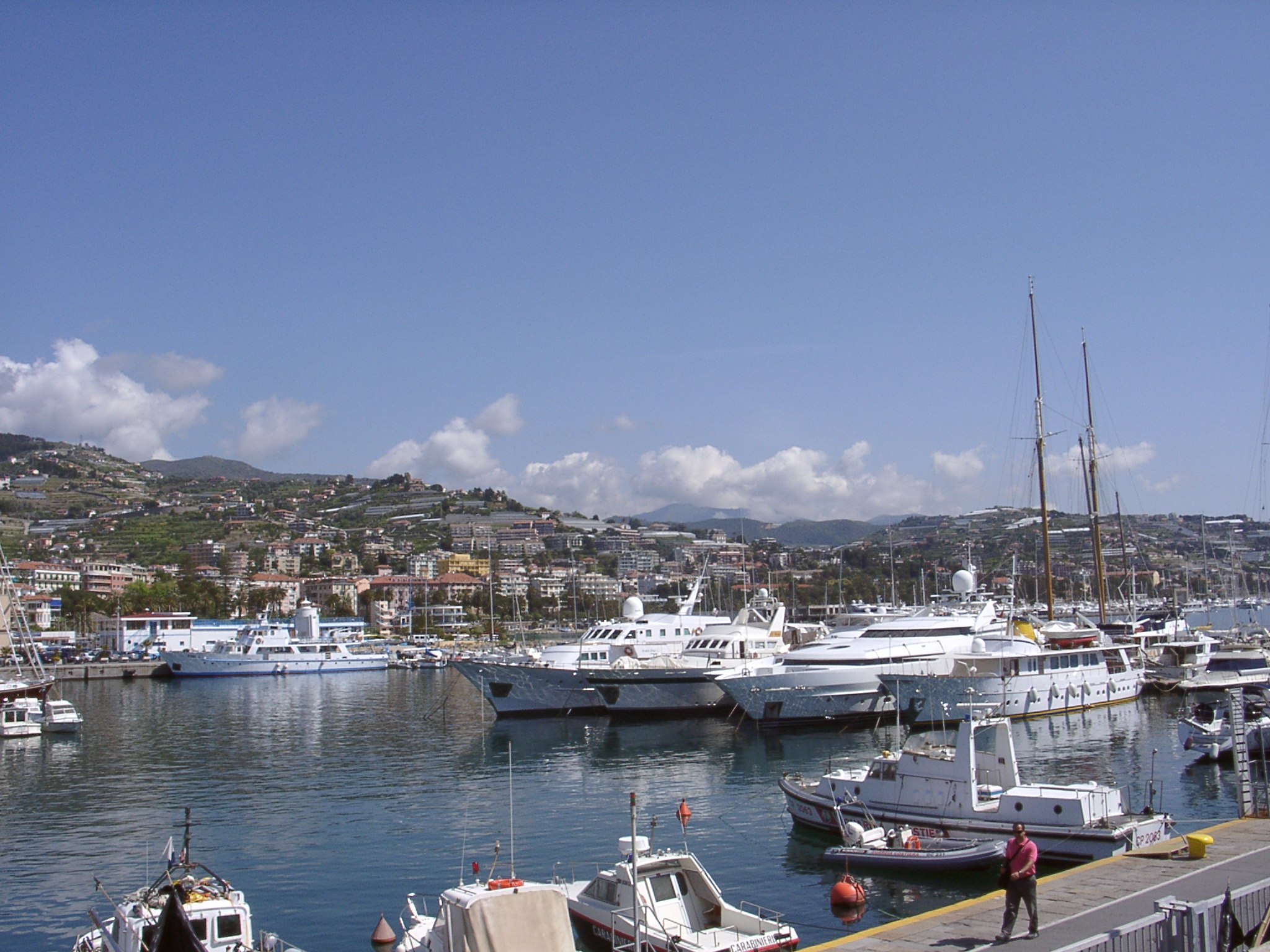
Le port de San Remo, en Ligurie

- distance : 1 786 km dont 378,7 km sur 35 épreuves spéciales (37 épreuves initialement prévues, soit 393,7 km)
- surface : asphalte et terre
- Parcours divisé en deux étapes[4]

- La législation italienne alors en vigueur interdisant les épreuves spéciales chronométrées, les organisateurs ont contourné la loi en imposant sur ces tronçons des temps impartis théoriquement impossibles à respecter. Les temps de référence étant basés sur une moyenne de 60 km/h, les distances officielles indiquées sur le 'trip-master' ont été surévaluées (parfois de 50% !) pour tous les tronçons rapides[5]. De ce fait, la distance officielle pour l'ensemble des épreuves spéciales est de 520 km au lieu des 378,7 réels.

### Première étape
- San Remo - San Remo, 1154 km, du 10 au 11 octobre
- 23 épreuves spéciales, 191,4 km (25 épreuves initialement prévues, pour un total de 206,4 km)

### Deuxième étape
- San Remo - San Remo, 632 km, du 12 au 13 octobre
- 12 épreuves spéciales, 187,3 km

## Les forces en présence
- Alpine-Renault

Trois berlinettes A110 ont été engagées par l'usine pour les équipages Jean-Luc Thérier - Jacques Jaubert, Bernard Darniche - Alain Mahé et Jean-Pierre Nicolas - Michel Vial. Elles sont identiques aux versions engagées lors de l'épreuve précédente en Autriche : environ 710 kg, moteur 1800 cm3 préparé par Mignotet, développant environ 175 chevaux, pont autobloquant. Avec son rapport poids/puissance très favorable, la berlinette compte parmi les favorites. La marque s'est imposée au Sanremo à deux reprises, en 1970 et 1971.
- BMW

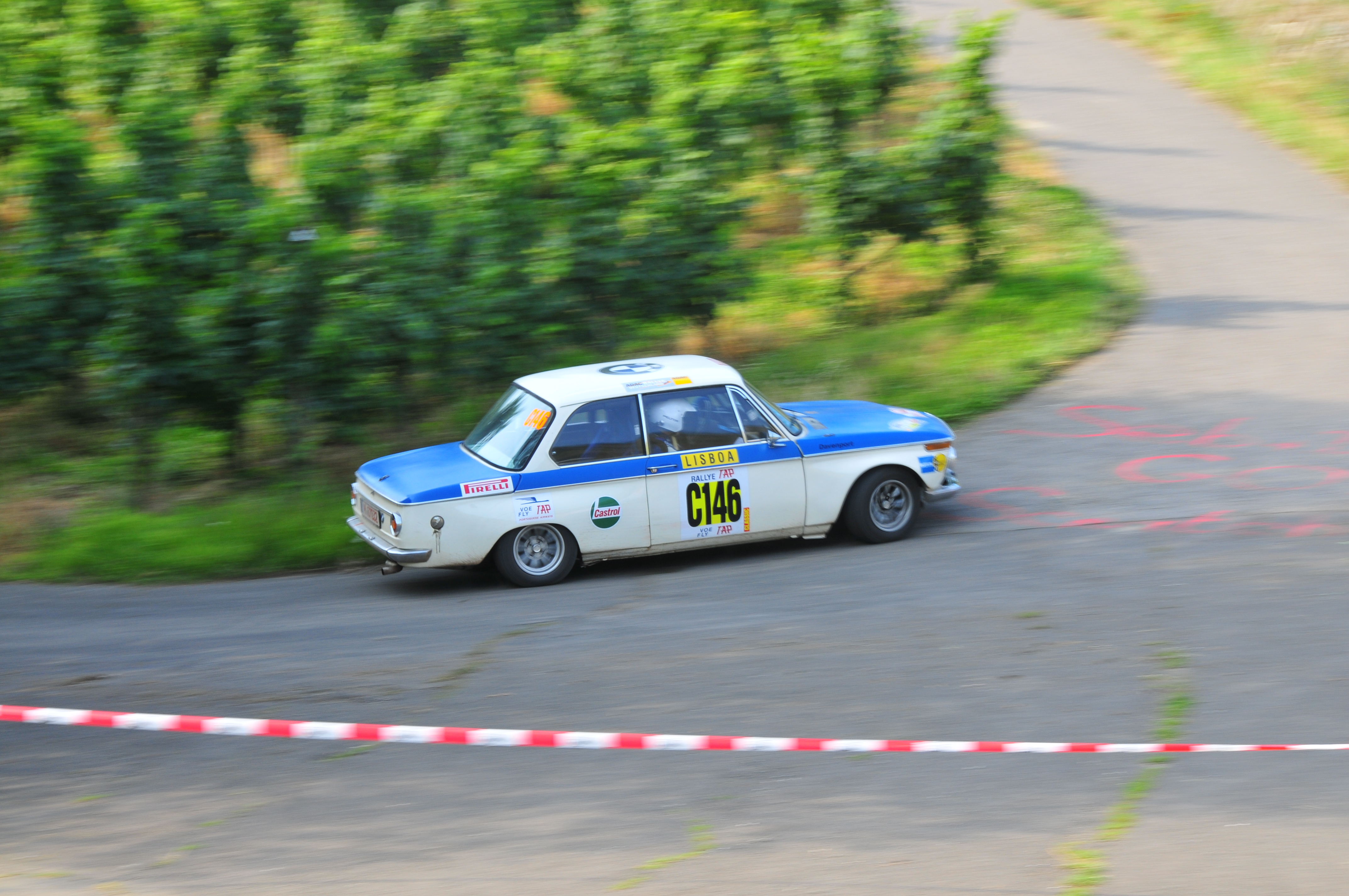
Les BMW 2002 groupe 2 (ici lors d'une course historique) sont les machines les plus puissantes du plateau.

Le constructeur munichois aligne à nouveau les deux 2002 groupe 2 qui se sont illustrées en Autriche, avec les mêmes équipages : Achim Warmbold - Jean Todt et Björn Waldegård - Hans Thorszelius. Ces voitures pèsent environ 1100 kg et disposent d'un moteur deux litres seize soupapes préparé par Schnitzer, d'une puissance de l'ordre de 220 chevaux. Tout comme les Alpine, ce sont de redoutables candidates à la victoire, mais le parcours assez sinueux pourrait toutefois leur poser des problèmes de freinage, un des points faibles de ce modèle d'un poids relativement élevé.
- Fiat

Ayant encore une petite chance de contrer Alpine pour le titre mondial, Fiat a particulièrement préparé l'épreuve italienne. L'usine a engagé quatre spiders 124 rallye groupe 4 (1750 cm3, 170 ch, 960 kg) pour Raffaele Pinto, Sergio Barbasio, Alcide Paganelli et Maurizio Verini. L'usine est épaulée par Giulio Bisulli et Fulvio Bacchelli, qui disposent de voitures identiques, également préparées par Abarth. Barrées en vitesse pure par les Alpine et BMW, les 124 peuvent toutefois jouer la victoire grâce à leur fiabilité éprouvée.
- Lancia

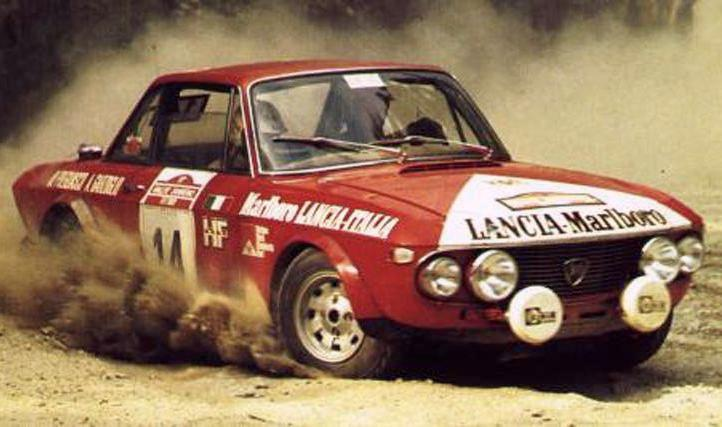
La Lancia Fulvia HF de Pregliasco. Un modèle identique a remporté l'épreuve en 1972.

Malgré une participation épisodique en championnat du monde cette saison, la Scuderia Lancia n'a toutefois pas fait l'impasse sur l'épreuve italienne, qu'elle a remportée l'année précédente. L'usine a inscrit quatre Fulvia HF(1600 cm3, 160 ch, 870 kg), mais trois seulement sont au départ, Sandro Munari étant forfait (il est parti reconnaître le Rallye des 1000 minutes, comptant pour le championnat d'Europe des conducteurs). Elles sont confiées à Amilcare Ballestrieri, Simo Lampinen et Mauro Pregliasco. Quelques pilotes privés disposent de montures identiques, dont Gianni Bossetti qui pilote une voiture semi-officielle.
- Opel

Pas de participation officielle pour le constructeur allemand, mais les Ascona préparées par Conrero, pilotées par des pilotes locaux, ainsi que celle de Jean-Louis Clarr, engagée par Opel - BP Marseille, auront leur mot à dire en groupe 2. Opel est également bien représenté en tourisme de série, avec treize Ascona groupe 1 dont celles de Jean-Louis Barailler, Christian Dorche et Alain Errani qui jouent la victoire dans cette catégorie.

## Déroulement de la course

### Première étape
Les équipages s'élancent de San Remo le mercredi 10 octobre à partir de vingt heures. La première spéciale de Monte Ceppo, longue de douze kilomètres, se déroule sur un chemin dont seulement deux tiers sont goudronnés. Portant le numéro 1, Jean-Luc Thérier est le premier à l'affronter. Il a pris le risque de faire monter des pneus 'Racing' (adaptés à l'asphalte) sur son Alpine, espérant pouvoir les ménager suffisamment sur la partie en terre. Cela s'avère le meilleur choix : d'emblée, il prend plus de quarante secondes d'avance sur ses adversaires les plus rapides, emmenés par la Lancia d'Amilcare Ballestrieri, la Fiat de Sergio Barbasio et la seconde Alpine de Jean-Pierre Nicolas, qui ont fait un choix de pneus plus conservateur. Quant à la troisième berlinette, pilotée par Bernard Darniche, elle n'a pas été plus loin que le troisième virage, une sortie de route probablement due à une crevaison à l'arrière ayant entraîné son abandon. Dans les épreuves suivantes, Nicolas fait jeu égal avec Thérier, et s'empare bientôt de la seconde place, devant la Lancia de Ballestrieri. Derrière, les Fiat, emmenées par Maurizio Verini et Raffaele Pinto, comptent bientôt près de deux minutes de retard. Achim Warmbold (BMW) est sorti de la route au cours de la cinquième spéciale, alors qu'il occupait la cinquième position et qu'il tentait de revenir sur les Alpine. Son coéquipier Björn Waldegård n'est guère plus heureux, la perte d'une roue lui ayant fait perdre plus de dix minutes et de nombreuses places au classement général.
Nicolas réduit peu à peu l'écart sur son coéquipier, mais dans la treizième spéciale, d'un profil similaire à la première et comportant un tiers de piste, il perd à nouveau du terrain, Thérier ayant une nouvelle fois pris le risque (payant) de faire monter des pneus 'Racing'. Adoptant par la suite les mêmes choix que le Normand, Nicolas va ensuite se montrer régulièrement le plus rapide sur la fin de la première étape, qu'il termine avec un retard de trente secondes. Troisième, Ballestrieri est déjà à quatre minutes des deux Alpine. Il devance de peu Verini, meilleur représentant de l'équipe Fiat, qui s'est montré aussi rapide que Pinto jusqu'à l'abandon de ce dernier en toute fin d'étape, suspension cassée.
| Pos. | Pilote                | Copilote           | Voiture              | Temps           | Écart         | Groupe |
| ---- | --------------------- | ------------------ | -------------------- | --------------- | ------------- | ------ |
| 1    | Jean-Luc Thérier      | Jacques Jaubert    | Alpine A110 1800     | 4 h 03 min 37 s |               | 4      |
| 2    | Jean-Pierre Nicolas   | Michel Vial        | Alpine A110 1800     | 4 h 04 min 07 s | + 30 s        | 4      |
| 3    | Amilcare Ballestrieri | Silvio Maiga       | Lancia Fulvia HF     | 4 h 07 min 51 s | + 4 min 14 s  | 4      |
| 4    | Maurizio Verini       | Angelo Torriani    | Fiat 124 Rallye 1800 | 4 h 08 min 11 s | + 4 min 34 s  | 4      |
| 5    | Sergio Barbasio       | Bruno Scabini      | Fiat 124 Rallye 1800 | 4 h 10 min 52 s | + 7 min 15 s  | 4      |
| 6    | Mauro Pregliasco      | Angelo Garzoglio   | Lancia Fulvia HF     | 4 h 10 min 59 s | + 7 min 22 s  | 4      |
| 7    | Simo Lampinen         | Piero Sodano       | Lancia Fulvia HF     | 4 h 11 min 19 s | + 7 min 42 s  | 4      |
| 8    | Giulio Bisulli        | Arturo Zanuccoli   | Fiat 124 Rallye 1800 | 4 h 12 min 30 s | + 8 min 53 s  | 4      |
| 9    | Alcide Paganelli      | ‘Ninni’ Russo      | Fiat 124 Rallye 1800 | 4 h 14 min 10 s | + 10 min 33 s | 4      |
| 10   | Fulvio Bacchelli      | Francesco Rossetti | Fiat 124 Rallye 1800 | 4 h 19 min 23 s | + 15 min 46 s | 4      |
| 11   | Gianni Bossetti       | Maccarino          | Lancia Fulvia HF     | 4 h 23 min 17 s | + 19 min 40 s | 4      |
| 12   | Björn Waldegård       | Hans Thorszelius   | BMW 2002 Tii         | 4 h 25 min 23 s | + 21 min 47 s | 2      |

### Deuxième étape

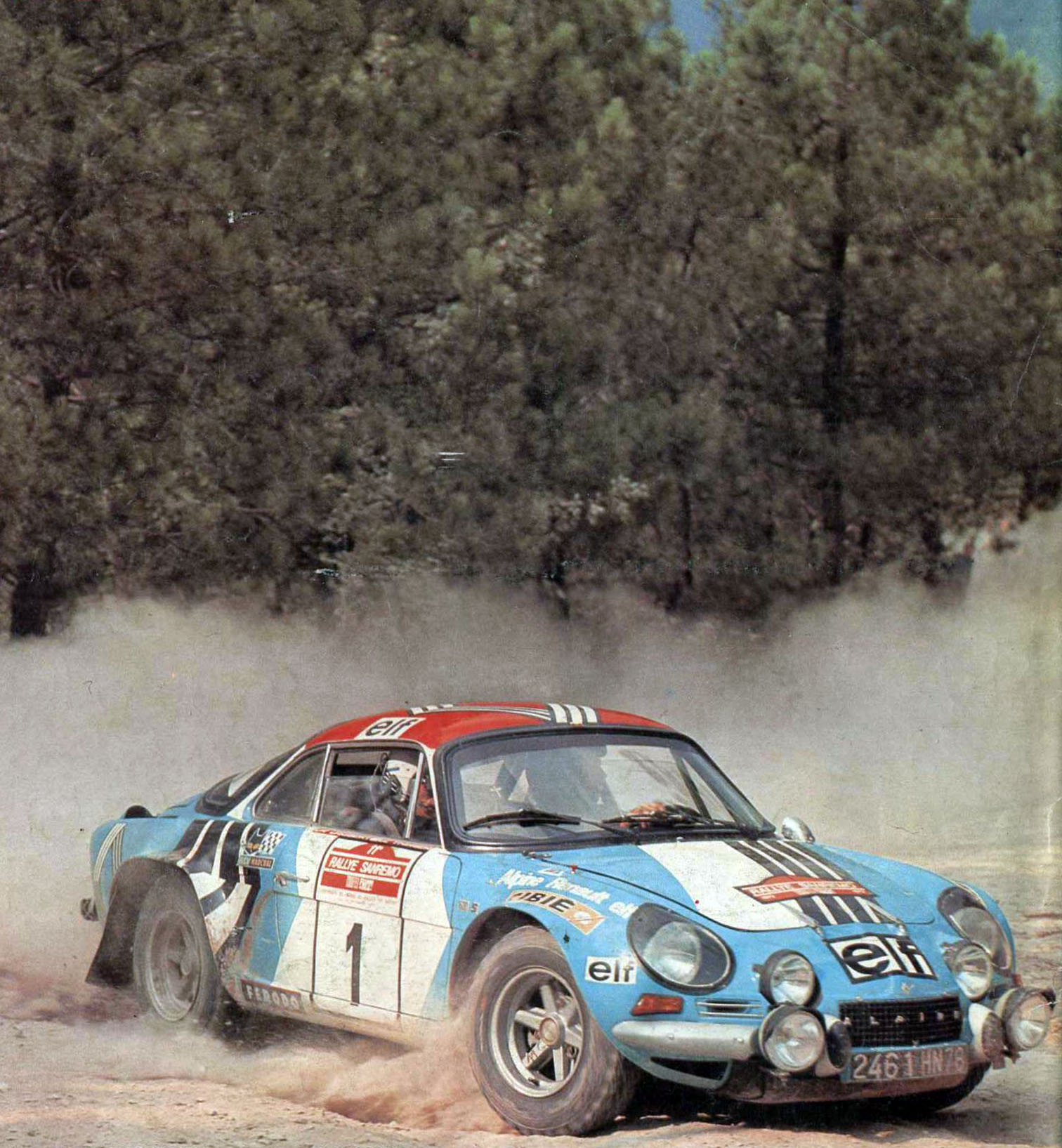
Jean-Luc Thérier et sa berlinette : en tête du début à la fin.

C'est le vendredi à 18 heures que les 54 équipages rescapés prennent le départ de la seconde étape, plus courte et moins difficile que la précédente. La victoire doit se jouer entre les deux pilotes Alpine, Thérier et Nicolas, qui ont pris un avantage décisif sur les Lancia et les Fiat. La première spéciale, entièrement disputée sur terre, est longue de trente kilomètres. Thérier y réalise un excellent chrono. Désireux de combler ses trente secondes de retard, Nicolas attaque immédiatement et se montre également extrêmement rapide lors des dix premiers kilomètres, avant qu'une crevaison à l'arrière droit ne l'oblige à s'arrêter. Le changement de roue va s'avérer catastrophique, le cric ayant cédé sous la voiture. Lorsque l'Alpine numéro 8 peut enfin repartir, elle a perdu près de neuf minutes et toute chance de victoire. Dès lors Thérier a pratiquement course gagnée, comptant plus de cinq minutes d'avance sur la Lancia de Ballestrieri et la Fiat de Verini. Relégué en septième position, Nicolas ne baisse cependant pas les bras, et va s'employer à revenir sur les voitures italiennes, avec la seconde place pour objectif. Il dépasse bientôt les Lancia de Lampinen et Pregliasco, revenant en cinquième position. Il aligne alors une série de six meilleurs temps consécutifs, et revient sur les talons de Verini, désormais second, Ballestrieri étant relégué en quatrième position, en proie à des problèmes de carburation. Ce dernier va d'ailleurs abandonner peu après, suspension arrachée lors d'une intervention d'assistance, sa Lancia étant retombée du cric au moment de la réparation d'un élément du train avant.
En fin d'étape, alors que Thérier gère sa confortable avance sur ses poursuivants, Nicolas connaît des soucis d'embrayage et doit renoncer à la seconde place, qui était à sa portée. Thérier remporte son troisième succès de l'année en championnat, avec six minutes d'avance sur Verini, Nicolas parvenant à rallier San Remo en troisième position malgré ses problèmes.

### Classements intermédiaires
Classements intermédiaires des pilotes après chaque épreuve spéciale.

### Classement général
| Pos | No | Pilote              | Copilote         | Voiture                | Temps           | Écart             | Groupe |
| --- | -- | ------------------- | ---------------- | ---------------------- | --------------- | ----------------- | ------ |
| 1   | 1  | Jean-Luc Thérier    | Jacques Jaubert  | Alpine A110 1800       | 8 h 01 min 32 s |                   | 4      |
| 2   | 12 | Maurizio Verini     | Angelo Torriani  | Fiat 124 Rallye 1800   | 8 h 07 min 34 s | + 6 min 32 s      | 4      |
| 3   | 8  | Jean-Pierre Nicolas | Michel Vial      | Alpine A110 1800       | 8 h 11 min 37 s | + 10 min 05 s     | 4      |
| 4   | 17 | Giulio Bisulli      | Arturo Zanuccoli | Fiat 124 Rallye 1800   | 8 h 12 min 55 s | + 11 min 23 s     | 4      |
| 5   | 7  | Sergio Barbasio     | Bruno Scabini    | Fiat 124 Rallye 1800   | 8 h 13 min 38 s | + 12 min 06 s     | 4      |
| 6   | 9  | Alcide Paganelli    | ‘Ninni’ Russo    | Fiat 124 Rallye 1800   | 8 h 14 min 31 s | + 12 min 59 s     | 4      |
| 7   | 14 | Mauro Pregliasco    | Angelo Garzoglio | Lancia Fulvia coupé HF | 8 h 15 min 00 s | + 13 min 28 s     | 4      |
| 8   | 11 | Simo Lampinen       | Piero Sodano     | Lancia Fulvia coupé HF | 8 h 15 min 33 s | + 14 min 01 s     | 4      |
| 9   | 43 | Roberto Bauce       | Andrea Visconti  | Opel Ascona            | 9 h 18 min 17 s | + 1 h 16 min 45 s | 2      |
| 10  | 29 | Bruno Ferraris      | Giorgio Vigo     | Lancia Fulvia coupé HF | 9 h 21 min 01 s | + 1 h 19 min 29 s | 3      |

### Hommes de tête
- ES1 à ES37 :  Jean-Luc Thérier -  Jacques Jaubert (Alpine A110 1800)

### Vainqueurs d'épreuves spéciales
- Jean-Pierre Nicolas -  Michel Vial (Alpine A110 1800) : 18 spéciales (ES 3, 6, 7, 9, 10, 14, 15, 17, 21, 23 à 25, 28 à 33)
- Jean-Luc Thérier -  Jacques Jaubert (Alpine A110 1800) : 13 spéciales (ES 1, 4, 5, 8, 13, 18 à 20, 24, 26, 27, 34, 36)
- Maurizio Verini -  Angelo Torriani (Fiat 124 Rallye 1800) : 3 spéciales (ES 3, 8, 35)
- Amilcare Ballestrieri -  Silvio Maiga (Lancia Fulvia coupé HF) : 2 spéciales (ES 2, 22)
- Mauro Pregliasco -  Angelo Garzoglio (Lancia Fulvia coupé HF) : 1 spéciale (ES 12)
- Alcide Paganelli -  ‘Ninni’ Russo (Fiat 124 Rallye 1800) : 1 spéciale (ES 37)

## Résultats des principaux engagés
| No | Pilote                | Copilote            | Voiture                | Groupe | Classement général                           | Class. groupe |
| -- | --------------------- | ------------------- | ---------------------- | ------ | -------------------------------------------- | ------------- |
| 1  | Jean-Luc Thérier      | Jacques Jaubert     | Alpine A110 1800       | 4      | 1er                                          | 1er           |
| 2  | Amilcare Ballestrieri | Silvio Maiga        | Lancia Fulvia HF       | 4      | ab. après ES33 (suspension cassée)           | -             |
| 3  | Achim Warmbold        | Jean Todt           | BMW 2002 Tii           | 2      | ab. dans ES5 (sortie de route)               | -             |
| 4  | Raffaele Pinto        | Arnaldo Bernacchini | Fiat 124 Rallye 1800   | 4      | ab. dans ES25 (suspension arrière)           | -             |
| 5  | Bernard Darniche      | Alain Mahé          | Alpine A110 1800       | 4      | ab. dans ES1 (sortie de route)               | -             |
| 6  | Sandro Munari         | Mario Manucci       | Lancia Fulvia HF       | 4      | Forfait                                      | -             |
| 7  | Sergio Barbasio       | Bruno Scabini       | Fiat 124 Rallye 1800   | 4      | 5e à 12 min 06 s                             | 5e            |
| 8  | Jean-Pierre Nicolas   | Michel Vial         | Alpine A110 1800       | 4      | 3e à 10 min 05 s                             | 3e            |
| 9  | Alcide Paganelli      | ‘Ninni’ Russo       | Fiat 124 Rallye 1800   | 4      | 6e à 12 min 59 s                             | 6e            |
| 10 | Björn Waldegård       | Hans Thorszelius    | BMW 2002 Tii           | 2      | ab. dans ES26 (sortie de route)              | -             |
| 11 | Simo Lampinen         | Piero Sodano        | Lancia Fulvia coupé HF | 4      | 8e à 14 min 01 s                             | 8e            |
| 12 | Maurizio Verini       | Angelo Torriani     | Fiat 124 Rallye 1800   | 4      | 2e à 6 min 32 s                              | 2e            |
| 14 | Mauro Pregliasco      | Angelo Garzoglio    | Lancia Fulvia coupé HF | 4      | 7e à 13 min 28 s                             | 7e            |
| 17 | Giulio Bisulli        | Arturo Zanuccoli    | Fiat 124 Rallye 1800   | 4      | 4e à 11 min 23 s                             | 4e            |
| 18 | Gianni Bossetti       | Maccarino           | Lancia Fulvia coupé HF | 4      | ab. dans seconde étape                       | -             |
| 19 | Fulvio Bacchelli      | Francesco Rossetti  | Fiat 124 Rallye 1800   | 4      | ab. (transmission)                           | -             |
| 26 | Roberto Cambiaghi     | ‘Rudy’              | Opel Ascona            | 2      | ab. dans deuxième étape (suspension arrière) | -             |
| 29 | Bruno Ferraris        | Giorgio Vigo        | Lancia Fulvia coupé HF | 3      | 10e à 1 h 19 min 29 s                        | 1er           |
| 30 | Jean-Louis Barailler  | Philippe Fayel      | Opel Ascona            | 1      | 25e à 2 h 23 min 00 s                        | ?             |
| 32 | Jean-Louis Clarr      | Robert Lockwood     | Opel Ascona            | 2      | ab. dans ES2 (alternateur)                   | -             |
| 43 | Roberto Bauce         | Andrea Visconti     | Opel Ascona            | 2      | 9e à 1 h 16 min 45 s                         | 1er           |
| 47 | Tullio 'Illicher'     | Claudio Bocca       | Opel Ascona            | 2      | 11e à 1 h 20 min 58 s                        | 2e            |
| 82 | Alain Errani          | Pierre Thimonier    | Opel Ascona            | 1      | 13e à 1 h 32 min 09 s                        | 2e            |
| 84 | Christian Dorche      | Jean Pallanca       | Opel Ascona            | 1      | 12e à 1 h 23 min 48 s                        | 1er           |

## Classement du championnat à l'issue de la course
- attribution des points : 20, 15, 12, 10, 8, 6, 4, 3, 2, 1 respectivement aux dix premières marques de chaque épreuve (sans cumul, seule la voiture la mieux classée de chaque constructeur marque des points)
- seuls les huit meilleurs résultats (sur treize épreuves) sont retenus pour le décompte final des points[9]. Fiat doit donc décompter les trois points acquis au Safari et les trois points acquis en Finlande.

| Pos. | Marque         | Points  | M-C | SUE | POR | SAF | MAR | ACR | POL | FIN | AUT | SAN | PRE | RAC | COR |
| ---- | -------------- | ------- | --- | --- | --- | --- | --- | --- | --- | --- | --- | --- | --- | --- | --- |
| 1    | Alpine-Renault | 127     | 20  | 12  | 20  | -   | 20  | 20  | -   | -   | 15  | 20  |     |     |     |
| 2    | Fiat           | 84 (90) | 4   | 8   | 10  | (3) | 6   | 15  | 20  | (3) | 6   | 15  |     |     |     |
| 3    | Saab           | 42      | -   | 20  | -   | -   | -   | -   | -   | 10  | 12  | -   |     |     |     |
| 4    | Ford           | 36      | 10  | -   | 2   | -   | -   | 4   | -   | 20  | -   | -   |     |     |     |
| 5    | Citroën        | 33      | -   | -   | 12  | -   | 15  | 6   | -   | -   | -   | -   |     |     |     |
| 6    | BMW            | 24      | -   | 4   | -   | -   | -   | -   | -   | -   | 20  | -   |     |     |     |
| 6=   | Porsche        | 24      | -   | -   | 8   | -   | -   | -   | -   | 12  | 4   | -   |     |     |     |
| 8    | Datsun         | 22      | 2   | -   | -   | 20  | -   | -   | -   | -   | -   | -   |     |     |     |
| 9    | Volvo          | 19      | -   | 2   | -   | -   | 2   | -   | -   | 15  | -   | -   |     |     |     |
| 10   | Lancia         | 16      | 3   | 10  | -   | -   | -   | -   | -   | -   | -   | 3   |     |     |     |
| 11   | Wartburg       | 15      | -   | -   | -   | -   | -   | -   | 15  | -   | -   | -   |     |     |     |
| 11=  | Volkswagen     | 15      | -   | 6   | -   | -   | -   | 8   | -   | -   | 1   | -   |     |     |     |
| 11=  | Opel           | 15      | -   | 1   | 4   | -   | -   | -   | -   | 8   | -   | 2   |     |     |     |
| 14   | Peugeot        | 13      | -   | -   | -   | 12  | 1   | -   | -   | -   | -   | -   |     |     |     |
| 15   | Polski Fiat    | 12      | -   | -   | -   | -   | -   | -   | 12  | -   | -   | -   |     |     |     |
| 16   | Toyota         | 5       | -   | -   | -   | -   | -   | 2   | -   | -   | 3   | -   |     |     |     |
| 17   | Mitsubishi     | 4       | -   | -   | -   | 4   | -   | -   | -   | -   | -   | -   |     |     |     |
| 18   | Škoda          | 3       | -   | 3   | -   | -   | -   | -   | -   | -   | -   | -   |     |     |     |
| 19   | Audi           | 1       | -   | -   | -   | -   | -   | 1   | -   | -   | -   | -   |     |     |     |

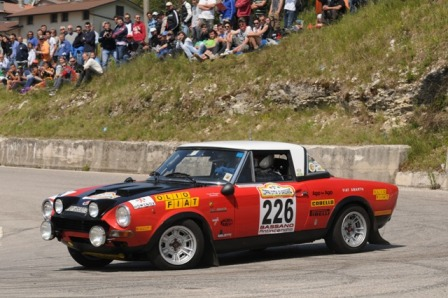
Grâce à la deuxième place de Verini sur une 124 Abarth (ici lors d'une course historique), Fiat conserve une toute petite chance de remporter le titre mondial.

- À noter : le classement ci-dessus intègre le reclassement de la BMW de l'équipage Warmbold-Todt, initialement disqualifiée par les organisateurs, à la première place de l'épreuve autrichienne. Les résultats du rallye autrichien des Alpes ne furent entérinés qu'au premier trimestre 1974[10]. Ci-dessous les positions provisoires du championnat effectives après le Rallye Sanremo, prenant en compte la  disqualification de BMW en Autriche, telles que publiées en 1973 :

1. Alpine-Renault : 132 points
2. Fiat : 86 points
3. Saab : 45 points
4. Ford : 36 points
5. Citroën : 33 points
6. Porsche : 26 points
7. Datsun : 22 points
8. Volvo : 19 points

etc.